# Giro de Italia Femenino 2017
La 28.ª edición del Giro de Italia Femenino se disputó entre el 1 al 9 de julio de 2017 con inicio en Aquilea y final en la ciudad de Torre del Greco en Italia. La carrera consistió de un total de 10 etapas sobre un recorrido de 1.010,7 km.
La carrera hizo parte del UCI WorldTour Femenino 2017 como competencia de categoría 2.WWT del calendario ciclístico de máximo nivel mundial, siendo la décima cuarta carrera de dicho circuito y fue ganada en segunda ocasión por la ciclista neerlandesa Anna van der Breggen del equipo Boels Dolmans. El podio lo completaron la ciclista italiana Elisa Longo Borghini del equipos Wiggle High5 y la ciclista neerlandesa Annemiek van Vleuten del equipo Orica-Scott.

## Equipos
| Equipos femeninos (24)- Alé Cipollini Galassia - Aromitalia Vaiano - Astana Women's Team - BePink Cogeas - Boels Dolmans - BTC City Ljubljana - Canyon Sram Racing - Cervélo Bigla - Conceria Zabri-Fannini-Guerciotti - Cylance Pro Cycling - FDJ-Nouvelle Aquitaine-Futuroscope - Giusfredi-Bianchi - Hitec Products - Lares-Waowdeals Women Cycling Team - Lensworld-Kuota - Orica-Scott - SC Michela Fanini - Servetto Giusta - Sunweb - VéloCONCEPT Women - Top Girls Fassa Bortolo - Valcar PBM - Wiggle High5 - WM3 Pro Cycling |
| |

## Etapas
| Etapa      | Fecha     | Recorrido                                   | type                     | Distancia (km) | Ganador              | Líder                |
| ---------- | --------- | ------------------------------------------- | ------------------------ | -------------- | -------------------- | -------------------- |
| 1.ª etapa  | 30 de jun | Aquilea – Grado                             | contrarreloj por equipos | 11,5           | Boels Dolmans        | Karol-Ann Canuel     |
| 2.ª etapa  | 1 de jul  | Zoppola – Montereale Valcellina             | etapa escarpada          | 122,25         | Annemiek van Vleuten | Anna van der Breggen |
| 3.ª etapa  | 2 de jul  | San Fior – San Vendemiano                   | etapa llana              | 100            | Hannah Barnes        | Anna van der Breggen |
| 4.ª etapa  | 3 de jul  | Occhiobello – Occhiobello                   | etapa llana              | 118            | Jolien D'Hoore       | Anna van der Breggen |
| 5.ª etapa  | 4 de jul  | Sant'Elpidio a Mare – Sant'Elpidio a Mare   | contrarreloj individual  | 12,73          | Annemiek van Vleuten | Anna van der Breggen |
| 6.ª etapa  | 5 de jul  | Roseto degli Abruzzi – Roseto degli Abruzzi | etapa llana              | 116,16         | Lotta Lepistö        | Anna van der Breggen |
| 7.ª etapa  | 6 de jul  | Isernia – Baronissi                         | etapa llana              | 141,98         | Sheyla Gutiérrez     | Anna van der Breggen |
| 8.ª etapa  | 7 de jul  | Baronissi – Palinuro                        | etapa de montaña         | 141,8          | Lucinda Brand        | Anna van der Breggen |
| 9.ª etapa  | 8 de jul  | Palinuro – Polla                            | etapa llana              | 122,3          | Marta Bastianelli    | Anna van der Breggen |
| 10.ª etapa | 9 de jul  | Torre del Greco – Torre del Greco           | etapa escarpada          | 124            | Megan Guarnier       | Anna van der Breggen |

## Clasificaciones finales
Las clasificaciones finalizaron de la siguiente forma:

### Clasificación general(Maglia Rosa)
| \| Clasificación general \| Clasificación general \| Clasificación general \| Clasificación general \| Clasificación general \| \| Ciclista \| Ciclista \| Equipo \| Tiempo \| \| \| --------------------- \| --------------------- \| --------------------- \| --------------------- \| --------------------- \| \| 1.ª \| Anna van der Breggen \| Boels Dolmans \| 25 h 39 min 43 s \| \| \| 2.ª \| Elisa Longo Borghini \| Wiggle High5 \| + 1 min 03 s \| \| \| 3.ª \| Annemiek van Vleuten \| Orica-Scott \| + 1 min 39 s \| \| \| 4.ª \| Megan Guarnier \| Boels Dolmans \| + 2 min 57 s \| \| \| 5.ª \| Amanda Spratt \| Orica-Scott \| + 3 min 26 s \| \| \| 6.ª \| Katarzyna Niewiadoma \| WM3 \| + 3 min 58 s \| \| \| 7.ª \| Lucinda Brand \| Sunweb \| + 4 min 12 s \| \| \| 8.ª \| Karol-Ann Canuel \| Boels Dolmans \| + 5 min 26 s \| \| \| 9.ª \| Claudia Lichtenberg \| Wiggle High5 \| + 6 min 09 s \| \| \| 10.ª \| Arlenis Sierra \| Astana Women's Team \| + 6 min 19 s \| \| |                      |                     |                  |
| |                      |                     |                  |
| Fuente: ProCyclingStats |                      |                     |                  |
| Clasificación general |                      |                     |                  |
| Ciclista | Ciclista             | Equipo              | Tiempo           |
| 1.ª | Anna van der Breggen | Boels Dolmans       | 25 h 39 min 43 s |
| 2.ª | Elisa Longo Borghini | Wiggle High5        | + 1 min 03 s     |
| 3.ª | Annemiek van Vleuten | Orica-Scott         | + 1 min 39 s     |
| 4.ª | Megan Guarnier       | Boels Dolmans       | + 2 min 57 s     |
| 5.ª | Amanda Spratt        | Orica-Scott         | + 3 min 26 s     |
| 6.ª | Katarzyna Niewiadoma | WM3                 | + 3 min 58 s     |
| 7.ª | Lucinda Brand        | Sunweb              | + 4 min 12 s     |
| 8.ª | Karol-Ann Canuel     | Boels Dolmans       | + 5 min 26 s     |
| 9.ª | Claudia Lichtenberg  | Wiggle High5        | + 6 min 09 s     |
| 10.ª | Arlenis Sierra       | Astana Women's Team | + 6 min 19 s     |

### Clasificación por puntos(Maglia Ciclamino)
| Clasificación por puntos | Clasificación por puntos | Clasificación por puntos | Clasificación por puntos | Clasificación por puntos |
| Ciclista                 | Ciclista                 | Equipo                   | Puntos                   |                          |
| ------------------------ | ------------------------ | ------------------------ | ------------------------ | ------------------------ |
| 1.ª                      | Annemiek van Vleuten     | Orica-Scott              | 47 pts                   |                          |
| 2.ª                      | Lotta Lepistö            | Cervélo Bigla            | 39 pts                   |                          |
| 3.ª                      | Anna van der Breggen     | Boels Dolmans            | 38 pts                   |                          |
| 4.ª                      | Megan Guarnier           | Boels Dolmans            | 37 pts                   |                          |
| 5.ª                      | Elisa Longo Borghini     | Wiggle High5             | 31 pts                   |                          |
| 6.ª                      | Giorgia Bronzini         | Wiggle High5             | 29 pts                   |                          |
| 7.ª                      | Coryn Rivera             | Sunweb                   | 28 pts                   |                          |
| 8.ª                      | Amanda Spratt            | Orica-Scott              | 27 pts                   |                          |
| 9.ª                      | Katarzyna Niewiadoma     | WM3                      | 26 pts                   |                          |
| 10.ª                     | Hannah Barnes            | Canyon-SRAM Racing       | 25 pts                   |                          |

### Clasificación de la montaña(Maglia Verde)
| Clasificación de la montaña | Clasificación de la montaña | Clasificación de la montaña | Clasificación de la montaña | Clasificación de la montaña |
| Ciclista                    | Ciclista                    | Equipo                      | Puntos                      |                             |
| --------------------------- | --------------------------- | --------------------------- | --------------------------- | --------------------------- |
| 1.ª                         | Annemiek van Vleuten        | Orica-Scott                 | 26 pts                      |                             |
| 2.ª                         | Elisa Longo Borghini        | Wiggle High5                | 18 pts                      |                             |
| 3.ª                         | Anna van der Breggen        | Boels Dolmans               | 8 pts                       |                             |
| 4.ª                         | Tatiana Guderzo             | Lensworld-Kuota             | 7 pts                       |                             |
| 5.ª                         | Lucinda Brand               | Sunweb                      | 7 pts                       |                             |
| 6.ª                         | Hannah Barnes               | Canyon-SRAM Racing          | 6 pts                       |                             |
| 7.ª                         | Megan Guarnier              | Boels Dolmans               | 6 pts                       |                             |
| 8.ª                         | Amanda Spratt               | Orica-Scott                 | 6 pts                       |                             |
| 9.ª                         | Soraya Paladin              | Alé Cipollini               | 6 pts                       |                             |
| 10.ª                        | Katarzyna Niewiadoma        | WM3                         | 5 pts                       |                             |

### Clasificación de las jóvenes(Maglia Bianca)
| Clasificación del mejor joven | Clasificación del mejor joven | Clasificación del mejor joven    | Clasificación del mejor joven | Clasificación del mejor joven |
| Ciclista                      | Ciclista                      | Equipo                           | Tiempo                        |                               |
| ----------------------------- | ----------------------------- | -------------------------------- | ----------------------------- | ----------------------------- |
| 1.ª                           | Cecilie Uttrup Ludwig         | Cervélo Bigla                    | 25 h 49 min 46 s              |                               |
| 2.ª                           | Nikola Nosková                | BePink Cogeas                    | + 1 min 04 s                  |                               |
| 3.ª                           | Sofia Bertizzolo              | Astana Women's Team              | + 3 min 28 s                  |                               |
| 4.ª                           | Floortje Mackaij              | Sunweb                           | + 21 min 49 s                 |                               |
| 5.ª                           | Nadia Quagliotto              | Top Girls Fassa Bortolo          | + 24 min 05 s                 |                               |
| 6.ª                           | Clara Koppenburg              | Cervélo Bigla                    | + 28 min 50 s                 |                               |
| 7.ª                           | Carmela Cipriani              | Conceria Zabri-Fanini-Guerciotti | + 32 min 09 s                 |                               |
| 8.ª                           | Chiara Zanettin               | Valcar PBM                       | + 37 min 07 s                 |                               |
| 9.ª                           | Lisa Klein                    | Cervélo Bigla                    | + 38 min 15 s                 |                               |
| 10.ª                          | Vania Canvelli                | Giusfredi-Bianchi                | + 38 min 59 s                 |                               |

### Clasificación por equipos
| Clasificación por equipos | Clasificación por equipos | Clasificación por equipos | Clasificación por equipos |
| Equipo                    | Equipo                    | Tiempo                    |                           |
| ------------------------- | ------------------------- | ------------------------- | ------------------------- |
| 1.º                       | Boels Dolmans             | 76 h 38 min 22 s          |                           |
| 2.º                       | Sunweb                    | + 13 min 09 s             |                           |
| 3.º                       | Alé Cipollini Galassia    | + 13 min 44 s             |                           |
| 4.º                       | Astana Women's Team       | + 16 min 13 s             |                           |
| 5.º                       | BTC City Ljubljana        | + 20 min 03 s             |                           |
| 6.º                       | WM3                       | + 25 min 03 s             |                           |
| 7.º                       | Orica-Scott               | + 26 min 26 s             |                           |
| 8.º                       | Wiggle High5              | + 33 min 27 s             |                           |
| 9.º                       | Lensworld-Kuota           | + 41 min 31 s             |                           |
| 10.º                      | BePink Cogeas             | + 44 min 48 s             |                           |

## Evolución de las clasificaciones
| Etapa                   | Vencedora               | Clasificación general | Clasificación por puntos | Clasificación de la montaña | Clasificación de las jóvenes | Clasificación de la mejor italiana | Clasificación por equipos |
| ----------------------- | ----------------------- | --------------------- | ------------------------ | --------------------------- | ---------------------------- | ---------------------------------- | ------------------------- |
| 1.ª                     | Boels Dolmans           | Karol-Ann Canuel      | no otorgado              | no otorgado                 | Amalie Dideriksen            | Elisa Longo Borghini               | Boels Dolmans             |
| 2.ª                     | Annemiek van Vleuten    | Anna van der Breggen  | Annemiek van Vleuten     | Annemiek van Vleuten        | Floortje Mackaij             | Elisa Longo Borghini               | Boels Dolmans             |
| 3.ª                     | Hannah Barnes           | Anna van der Breggen  | Annemiek van Vleuten     | Annemiek van Vleuten        | Floortje Mackaij             | Elisa Longo Borghini               | Boels Dolmans             |
| 4.ª                     | Jolien D'Hoore          | Anna van der Breggen  | Hannah Barnes            | Annemiek van Vleuten        | Floortje Mackaij             | Elisa Longo Borghini               | Boels Dolmans             |
| 5.ª                     | Annemiek van Vleuten    | Anna van der Breggen  | Annemiek van Vleuten     | Annemiek van Vleuten        | Floortje Mackaij             | Elisa Longo Borghini               | Boels Dolmans             |
| 6.ª                     | Lotta Lepistö           | Anna van der Breggen  | Annemiek van Vleuten     | Annemiek van Vleuten        | Floortje Mackaij             | Elisa Longo Borghini               | Boels Dolmans             |
| 7.ª                     | Sheyla Gutiérrez        | Anna van der Breggen  | Annemiek van Vleuten     | Annemiek van Vleuten        | Floortje Mackaij             | Elisa Longo Borghini               | Boels Dolmans             |
| 8.ª                     | Lucinda Brand           | Anna van der Breggen  | Annemiek van Vleuten     | Annemiek van Vleuten        | Cecilie Uttrup Ludwig        | Elisa Longo Borghini               | Boels Dolmans             |
| 9.ª                     | Marta Bastianelli       | Anna van der Breggen  | Annemiek van Vleuten     | Annemiek van Vleuten        | Cecilie Uttrup Ludwig        | Elisa Longo Borghini               | Boels Dolmans             |
| 10.ª                    | Megan Guarnier          | Anna van der Breggen  | Annemiek van Vleuten     | Annemiek van Vleuten        | Cecilie Uttrup Ludwig        | Elisa Longo Borghini               | Boels Dolmans             |
| Clasificaciones finales | Clasificaciones finales | Anna van der Breggen  | Annemiek van Vleuten     | Annemiek van Vleuten        | Cecilie Uttrup Ludwig        | Elisa Longo Borghini               | Boels Dolmans             |

## UCI WorldTour Femenino
El Giro de Italia Femenino otorga puntos para el UCI WorldTour Femenino 2017, incluyendo a todas las corredoras de los equipos en las categorías UCI Team Femenino. Las siguientes tablas muestran el baremo de puntuación y las 10 corredoras que obtuvieron más puntos:
| Posición              | 1.ª | 2.ª | 3.ª | 4.ª | 5.ª | 6.ª | 7.ª | 8.ª | 9.ª | 10.ª | 11.ª | 12.ª | 13.ª | 14.ª | 15.ª | 16.ª | 17.ª | 18.ª | 19.ª | 20.ª |
| Clasificación general | 120 | 100 | 85  | 70  | 60  | 50  | 40  | 35  | 30  | 25   | 20   | 18   | 16   | 14   | 12   | 10   | 8    | 6    | 4    | 2    |
| Por etapa             | 25  | 20  | 18  | 16  | 14  | 12  | 10  | 8   | 6   | 4    |      |      |      |      |      |      |      |      |      |      |
| Líder                 | 6   |     |     |     |     |     |     |     |     |      |      |      |      |      |      |      |      |      |      |      |

| Clasificación | Clasificación        | Clasificación             | Clasificación | Clasificación | Clasificación | Clasificación |
| Posición      | Ciclista             | Equipo                    | General       | Etapa         | Líder         | Total         |
| ------------- | -------------------- | ------------------------- | ------------- | ------------- | ------------- | ------------- |
| 1.ª           | Anna van der Breggen | Boels Dolmans             | 120           | 74            | 48            | 242           |
| 2.ª           | Annemiek van Vleuten | Orica-Scott               | 85            | 86            | -             | 171           |
| 3.ª           | Elisa Longo Borghini | Wiggle High5              | 100           | 62            | -             | 162           |
| 4.ª           | Megan Guarnier       | Boels Dolmans             | 70            | 71            | -             | 141           |
| 5.ª           | Amanda Spratt        | Orica-Scott               | 60            | 54            | -             | 114           |
| 6.ª           | Katarzyna Niewiadoma | WM3                       | 50            | 54            | -             | 104           |
| 7.ª           | Lucinda Brand        | Team Sunweb               | 40            | 41            | -             | 81            |
| 8.ª           | Arlenis Sierra       | Astana Women's Team       | 25            | 52            | -             | 77            |
| 9.ª           | Lotta Lepistö        | Cervélo-Bigla Pro Cycling | -             | 65            | -             | 65            |
| 10.ª          | Giorgia Bronzini     | Wiggle High5              | -             | 58            | -             | 58            |